# Закон Шахматова
Закон Шахматова — ныне отклоненный акцентуационный закон в праславянском языке, окончательно сформулированный в 1915 году А. А. Шахматовым. Суть закона заключается в перестановке акцента с краткостного или циркумфлектированного слога на проклитику:
- праслав. *vȍzъ ↔ *nȃ vozъ ↔ *nȅ na vozъ ↔ *ȋ ne na vozъ;
- праслав. *nȅsǫ ↔ *nȃnesǫ ↔ *nȅ nanesǫ ↔ *ȋ ne nanesǫ.

## Описание
Закон объединил в себе два частных случая:
1. Из внутренних циркумфлектированных и краткостных слогов ударения передвинулись на начальные слоги фонетических слов, если те были краткостными: праслав. *prodȃli > prȍdāli, *nă rǫ̑kǫ > nȁ rǭkǫ, *po vȍdǫ > pȍ vodǫ, *povȍdъ > pȍvodъ;
2. Если предыдущий слог был долгим, то ударение не передвигалось, а ударный слог получал акут: праслав. *pīsáli > pīsa̋li, *sǭdȋli > sǭdi̋li, *zā vȍdǫ > zā vődǫ, *zākȍnъ > * zākőnъ.

Случай с переносом на проклитику распространен в русском языке, особенно в северных говорах, в сербском и словенском языках: рус. бе́рег > на́ берег, го́род > за́ город, борода́ > за́ бороду, зима́ > на́ зиму, мо́ре > на́ море, по́ле > на́ поле, мост > по́ мосту; серб. нȁ брēг, дȍ грāда, нȁ зӣму, нȁ море, нȁ поље, пȍ мосту, кȍло > y̏ коло, злȃто > ȍд злāта. Наоборот, при акутовой интонации ударение, как правило, не перемещается на предыдущий слог: рус. на боло́то (серб. блȁто), рус. за коло́ду (серб. клȁда), рус. на ве́ру (серб. вȅра), рус. на му́ку (серб. мy̏ка).
В украинском языке со временем оттягивание ударения на предлоги сократилось в обиходе. Оно осталось только в отдельных случаях характера наречий: пере́д світом, на́ сміх, на́ зиму, по́ світу, о́б землю, пі́д руки, на́ поле, на́ осінь, пі́д осінь. Но ранее данное явление было более распространенным: за́ рокъ, на́ возѣ, на́ долъ, на́ землю, на́ мори, на́ вѣки, на́ порохъ.

## Проблемы определения
В 1957 году Х. Станг доказал, что подвижность ударения в акцентной парадигме «c» и перенос акцента проклитик к началу фонетического слова имеют балто-славянский характер. Впоследствии в 1981 году В. А. Дыбо установил «кардинальный принцип» построения системы акцентных парадигм в балто-славянских языках. Благодаря чему была отклонена причинная связь между балто-славянским циркумфлексом и переносом акцента проклитик к началу фонетического слова. Вследствие этого современная акцентология отклоняет закон Шахматова в качестве диахронического закона метатаксы и метатонии. Но утверждение, что праславянский циркумфлекс присутствовал только в начальном слоге фонетического слова стало одним из основных положений современной акцентологии.